# Oliver Sykes
Oliver Scott "Oli" Sykes (n. 20 noiembrie 1986, Ashford, Anglia, Regatul Unit) este un muzician, compozitor, antrepenor și designer vestimentar britanic, cel mai bine cunoscut ca vocalistul trupei Bring Me the Horizon. De asemenea, el a înființat compania vestimentară Drop Dead Clothing și a creat romanul grafic Raised by Raptors împreună cu Ben Ashton-Bell.

## Biografie
Oliver Sykes s-a născut pe 20 noiembrie 1986 în Ashford, Kent, Anglia. Când era mic, s-a mutat în Australia împreună cu părinții săi, Ian și Carol Sykes. Aceștia au locuit în Adelaide și Perth timp de aproape șase ani. La opt ani, familia s-a întors în Regatul Unit, stabilindu-se apoi în Stocksbridge, Sheffield, South Yorkshire. În adolescență, Sykes a învățat la Stocksbridge High School, același liceu pe care l-a frecventat și Alex Turner, cel care avea ulterior să devină cunoscut drept solistul trupei Arctic Monkeys.

## Cariera

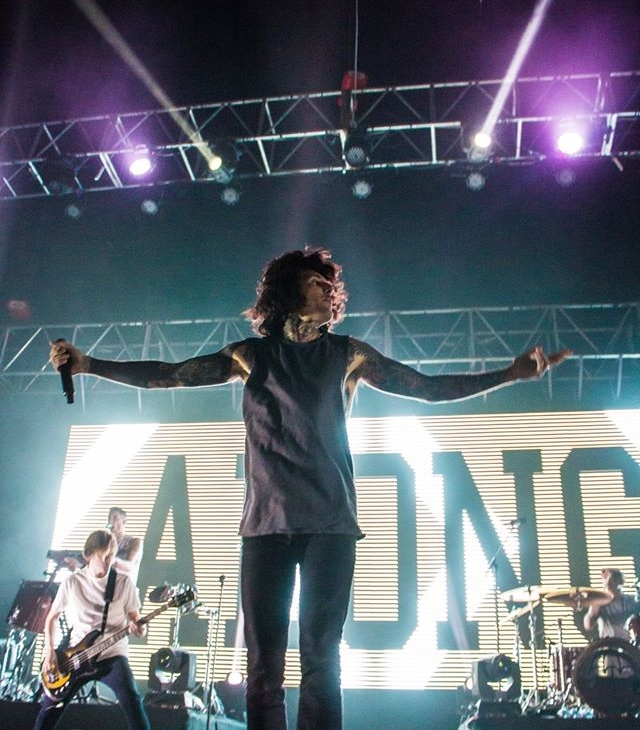

### Cariera muzicală - Womb 2 Da Tomb, Purple Curto și pseudonimul Olisaurus (2000–2004)
În anii 2000, când încă era în liceu, a început să facă CD-uri de compilație și piese scurte sub numele de Quakebeat. După asta, el a ajuns în trupa hip-hop Womb 2 Da Tomb împreună cu fratele său, Tom Sykes, și cu Matt Nicholls, viitorul baterist Bring Me the Horizon. Mai târziu a intrat în grupul Purple Curto, împreună cu Neil Whiteley. Aici, Sykes a activat sub pseudonimul "Olisaurus", pe care l-a folosit și când a început să-și lanseze materiale solo.

### Bring Me The Horizon (2004 - prezent)
In 2004, Sykes a fondat Bring Me the Horizon, o trupă a cărei faimă a crescut foarte repede. Aceștia și-au lansat albumul de debut, Count Your Blessings, pe 30 octombrie 2006. Al doilea lor album, Suicide Season, a fost lansat pe 29 septembrie 2008. Componența inițială s-a schimbat în 2009, când chitaristul Curtis Ward a părăsit trupa. El a fost înlocuit de australianul Jona Weinhofen, care va servi drept chitarist până la începutul anului 2013.
Al treilea lor album de studio, There is a Hell, Believe Me I've Seen It. There is a Heaven, Let's Keep It a Secret a apărut pe 4 octombrie 2010. Al patrulea album, Sempiternal, l-au lansat pe 1 aprilie 2013, la aproape un an după ce li s-a alăturat noul membru, clăparul Jordan Fish. În acest timp, Sykes a lucrat, alături de Fish, pentru a lansa, în data de 11 septembrie 2015, cel de-al cincilea album al trupei, That's the Spirit. Al șaselea material al grupului, amo, s-a lansat pe 25 ianuarie 2019.

### Colaborări și alte proiecte muzicale
Sykes a apărut pe piese de la trupele You Me at Six (Bite My Tongue),  Architects (Even If You Win, You're Still a Rat) , Admiral's Arms' (Dawn of the New Age), Deez Nutz (If You Don't Know, You Know Now) și While She Sleeps (Silence Speaks). El a colaborat și cu cei din formația A Day To Remember pentru videoclipul piesei All I Want. 
Oliver a mai lucrat, de asemenea, cu Skrillex pentru piesa Visions a trupei Bring Me the Horizon. Aceasta se regăsește pe  albumul There is a Hell, Believe Me I've Seen It. There is a Heaven, Let's Keep it a Secret. Skrillex a mai remixat și piesa The Sadness Will Never End de pe albumul Suicide Season.
În august 2017 a apărut în clipul piesei Boys al cântăreței britanice Charli XCX. Videoclipul a fost renumit pentru aparițiile a numeroși muzicieni, printre care îi putem aminti pe Brendon Urie, Diplo și Mark Ronson.
Pe data de 27 octombrie 2017, Sykes a cântat alături de membri ai Linkin Park - una dintre influențele sale muzicale și prima formație pe care a văzut-o într-un concert - la evenimentul comemorativ Linkin Park and Friends: Celebrate Life in Honor of Chester Bennington. El a cântat pe piesa Crawling, la care a mai fost prezent și producătorul/DJ-ul Zedd la tobe.

### Linia Vestimentară
Pe lângă contribuțiile sale muzicale din cadrul trupei Bring Me the Horizon, Sykes mai este fondatorul și proprietarul liniei alternative de îmbrăcăminte Drop Dead Clothing. (Stilizat ca DROP DEAD).

### Scrisul
În data de 1 februarie 2013, Sykes a lansat un proiect Kickstarter pentru a finanța un roman grafic creat de el și designerul vestimentar Ben Ashton-Bell, numit Raised By Raptors. Acesta a depășit obiectivul de ₤15.000, ajungând la ₤39,223.

## Influențe și moștenire

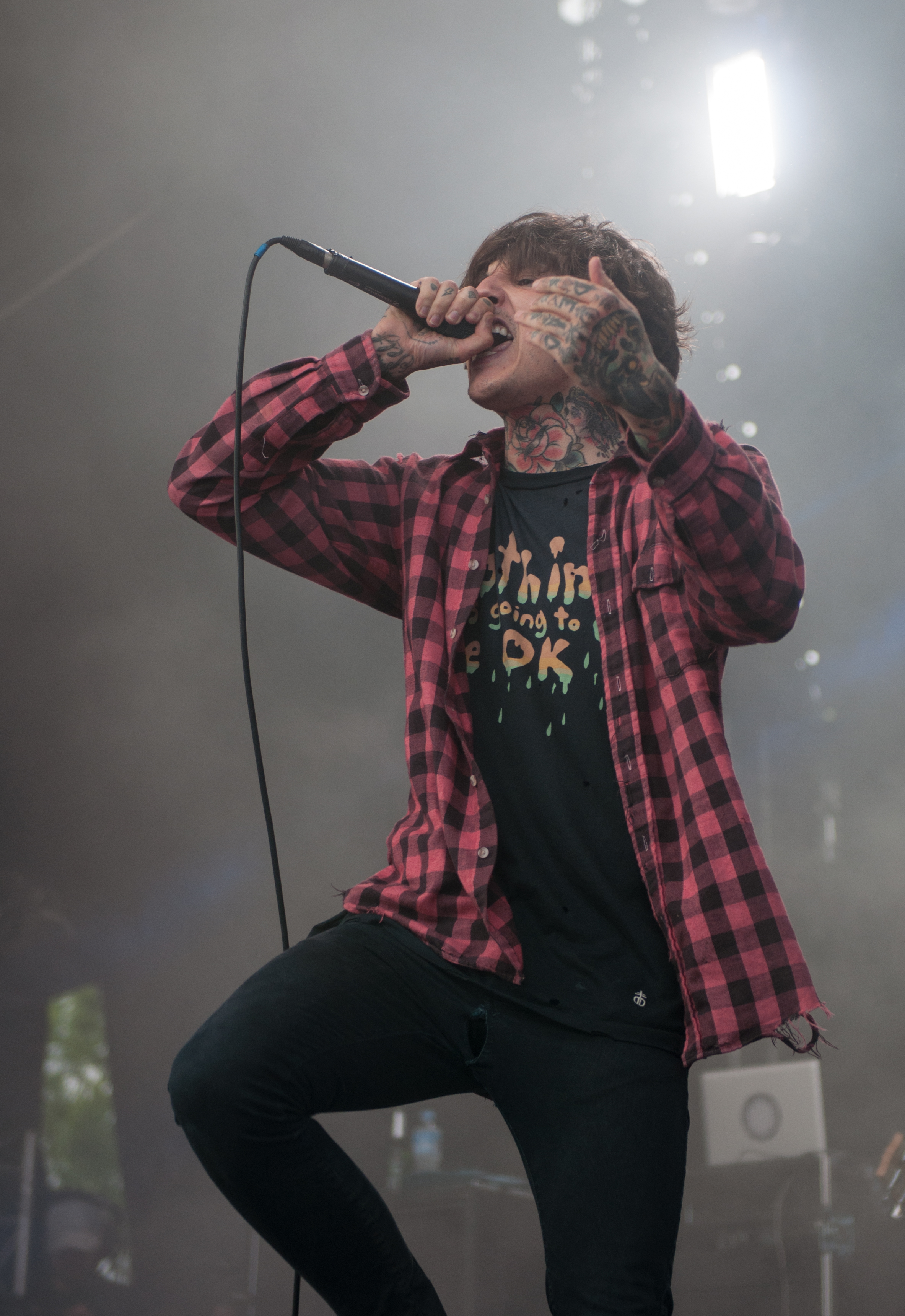

### Influențe
Sykes a citat formații precum Pantera, Black Flag, Misfits, Linkin Park, Simple Plan, Every Time I Die, Skycamefalling, Poison the Well, Norma Jean și The Dillinger Escape Plan ca influențe. Muzicieni precum Sam Carter de la Architects au afirmat că Sykes a fost o influență asupra lor.

### Stil muzical
Albumul de debut al formației a fost descris ca fiind Deathcore, în timp ce următoarele trei albume ale lor au  fost încadrate genului Metalcore. Albumul lor din 2015, That's The Spirit, a fost descris ca fiind alternative rock, electronic rock, emo, și pop punk. amo, cel mai recent material al grupului, a fost încadrat în genurile pop rock, electropop, electrorock și hard rock.
Bring Me the Horizon a fost descrisă ca o trupă metalcore, alternative metal, electronicore, pop punk, pop rock, emo, alternative rock, iar uneori heavy metal și post-hardcore.

### Vocal și Versuri
Versurile lui Oliver au un puternic caracter emoțional și catartic pentru el, ele fiind inspirate semnificativ din viața sa. În 2006, când a fost întrebat despre versurile de pe albumul Count Your Blessings, care fuseseră criticate pentru conținutul lor fixat pe tristețe și numite „infirme și fără sens“, el a răspuns „Viața mea nu a fost niciodată așa de rea, așa că nu am cum să vorbesc despre asta.“

## Viața personală

Hannah Pixie Snowdon

Încă de la vârsta de 12 ani, Sykes suferă de terori nocturne, o formă de paralizie în somn. El a mai fost diagnosticat și cu ADHD, experiență care va servi drept inspirație pentru piesa Avalanche de pe albumul That's the Spirit.
Sykes a devenit vegetarian în 2003, după ce a urmărit un documentar despre cruzimea față de animale. „Când am văzut modul în care animalele erau torturate în fermele de fabrică, nu am putut face parte din acea cruzime.“ El a continuat să devină una dintre fețele pentru PETA și să lanseze tricouri cu sloganul "Meat Sucks", acestea aparținând de linia sa vestimentară, DROP DEAD. În 2013, el a devenit vegan. 
Sykes a afirmat că este ateu. „Eu nu cred în Dumnezeu. Am fost rugat să cred în el când eram într-un impas. Nu am înțeles de ce am nevoie de un zeu sau, în opinia mea, de ceva ce nu există.“ Într-un interviu din 2013 el a declarat, de asemenea, „Eu cred că a crede în Dumnezeu nu este o crimă fără victimă. Nu cred că eu am dreptate și altcineva greșește. Dacă ar fi fost doar oameni care cred în Dumnezeu, atunci n-ar conta. Toți pot să creadă în ce vor; dacă vor un prieten imaginar care trăiește în nori, e ok. Ideea este că nu toți cred asta, iar asta influențează lumea, sau cel puțin o mare parte din ea, care este în criză în principal din cauza religiei.“ 
După ce a primit premiul Albumul Anului la Alternative Press Music Awards, în 2014, Sykes a dezvăluit că a fost dependent de Ketamină. Adresându-se mulțimii, acesta a spus „Trupa a vrut să mă omoare, părinții mei au vrut să mă omoare, până și fratele meu nenorocit a vrut să mă omoare.“ și a admis „M-am dus la dezintoxicare timp de o lună, timp în care voi îmi trimiteați mesaje și e-mail-uri. Când am ieșit din această dezintoxicare nu am vrut să mai țip. Tot ce am vrut să fac a fost să cânt de pe acoperiș.“.
Pe 12 iulie 2015, în Toscana, Italia, Sykes s-a căsătorit cu modelul și artista de tatuaje Hannah "Pixie" Snowdon. În 2016, Sykes a anunțat că s-au despărțit. Cauza divorțului  celor doi -  unul furtunos, în timpul căruia Snowdon l-a acuzat pe Sykes de infidelitate si abuz, iar Sykes a dezvăluit că a fost înșelat - este considerată a fi infidelitatea lui Snowdon.   
Sykes s-a căsătorit din nou pe 22 iulie 2017, cu fotomodelul brazilian Alissa Salls.

## Controverse

### Videoclipuri cu Architects
În timpul unui turneu în 2008, Bring Me the Horizon și Architects au filmat două videoclipuri. Primul a arătat o luptă între Sykes și solistul Architects, Sam Carter, în timp ce al doilea a înfățișat o ambulanță înăuntrul căreia se presupunea că se afla Sykes. Videoclipurile au fost încărcate pe YouTube și au dus la o explozie de mesaje negative ale fanilor Bring Me the Horizon la adresa lui Carter. Cu toate acestea, mai târziu a fost dezvăluit că totul a fost doar o înscenare și că membrii trupelor sunt de fapt prieteni buni. Sykes a afirmat ulterior că :„Evenimintele cotidiene pot deveni plictisitoare extrem de repede, așa că ne-am gândit la cel mai idiot lucru și l-am pus în practică.“

## Discografie

### Bring Me The Horizon
EP-uri

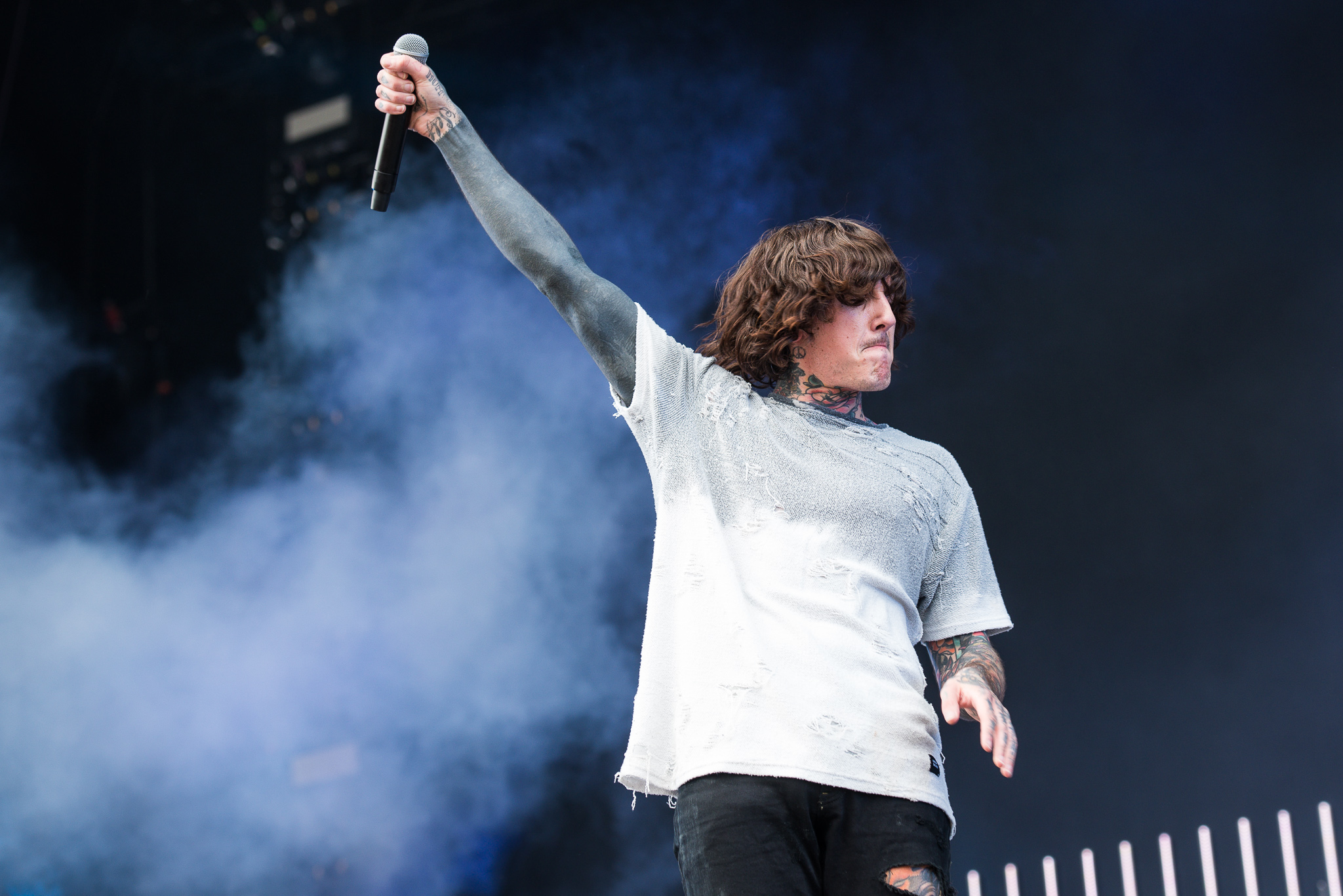

- - This Is What the Edge of Your Seat Was Made For (2004)
  - The Chill Out Sessions (2012)

Albume
- - Count Your Blessings (2006)
  - Suicide Season (2008)
  - There Is a Hell, Believe Me I've Seen It. There Is a Heaven, Let's Keep It a Secret. (2010)
  - Sempiternal (2013)
  - That's the Spirit (2015)
  - amo (2019)
- Alte lansări
- Music to Listen to~Dance to~Blaze to~Pray to~Feed to~Sleep to~Talk to~Grind to~Trip to~Breathe to~Help to~Hurt to~Scroll to~Roll to~Love to~Hate to~Learn Too~Plot to~Play to~Be to~Feel to~Breed to~Sweat to~Dream to~Hide to~Live to~Die to~Go To (2019)
- Post Human: Survival Horror (2020)

## Referințe

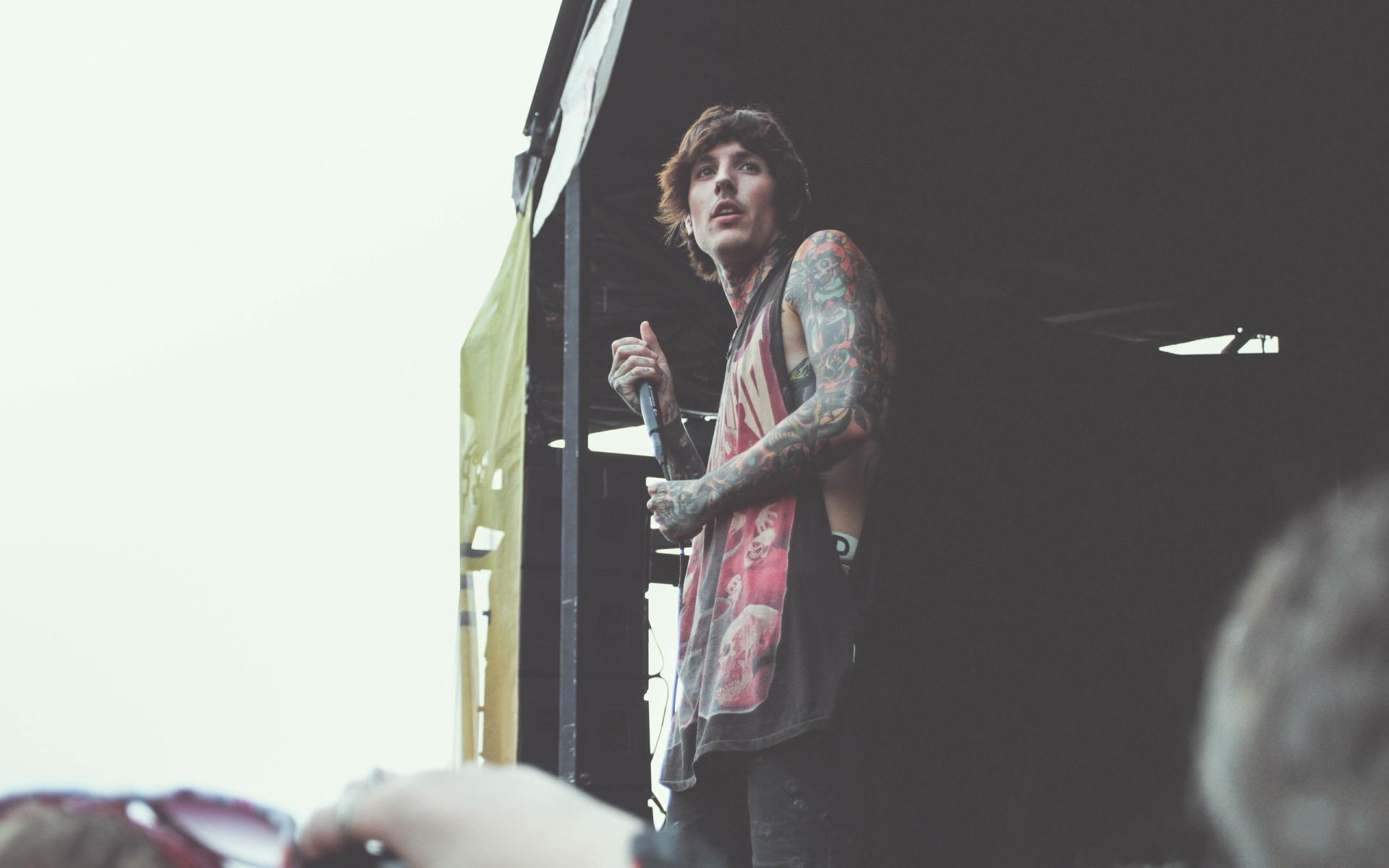
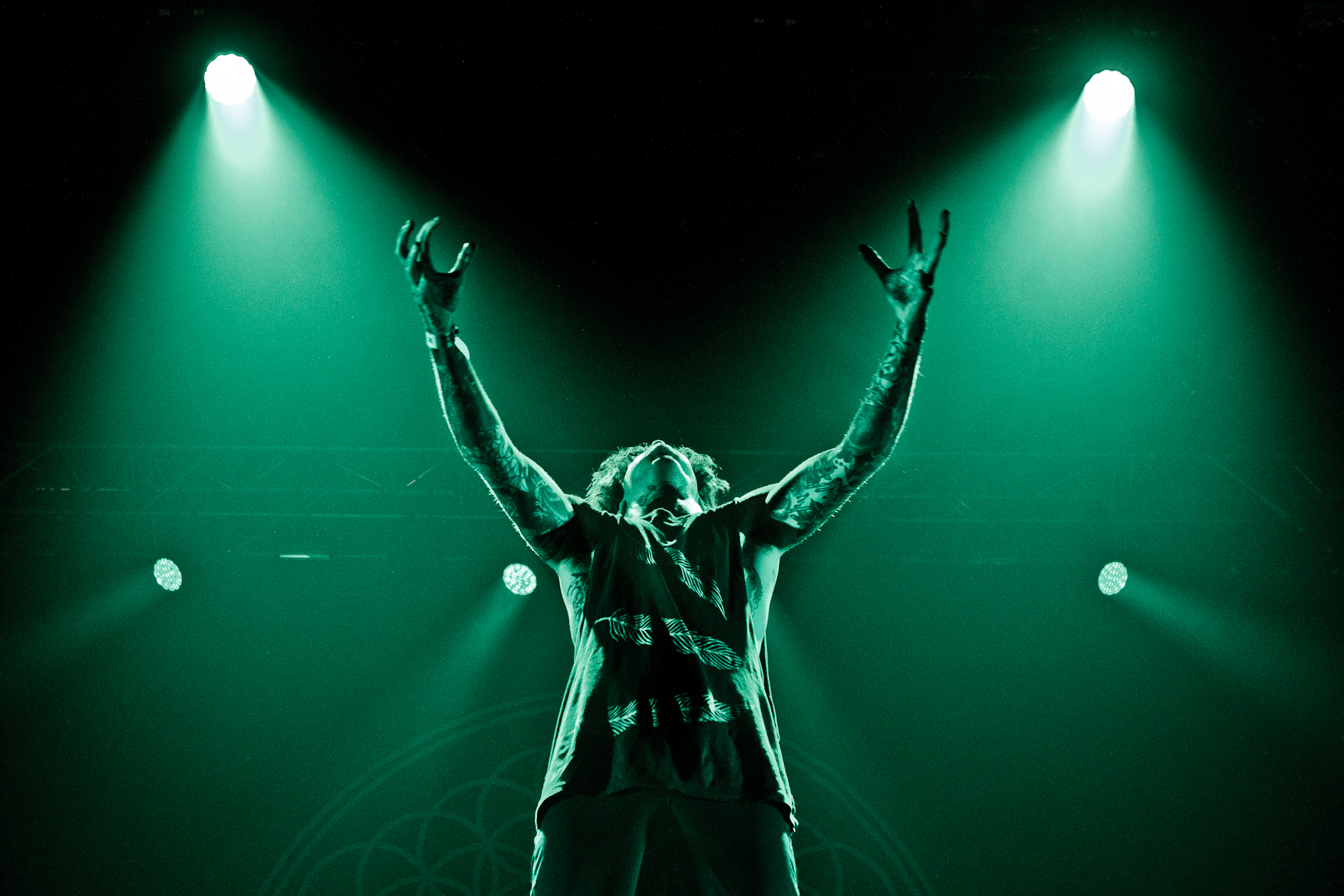
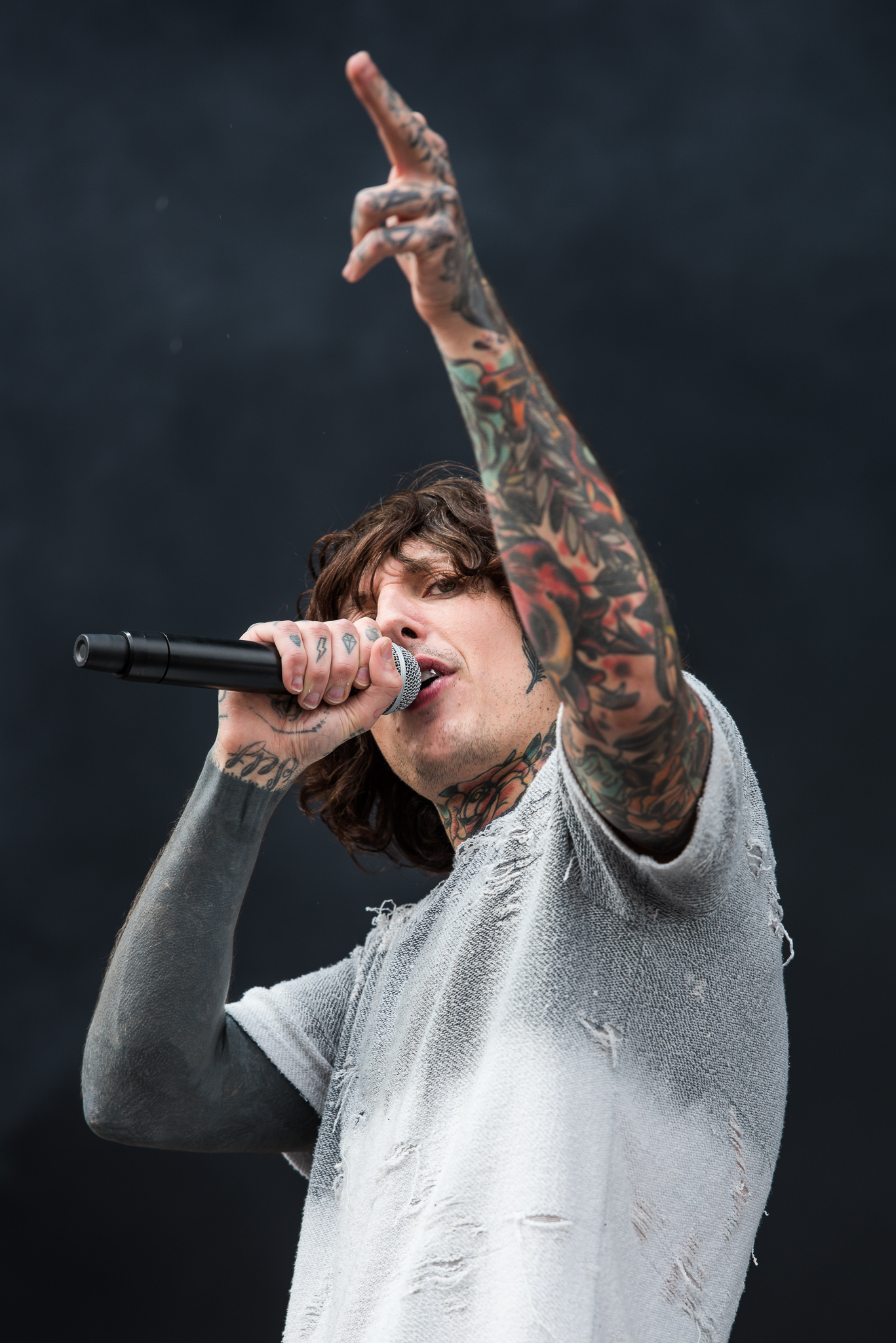
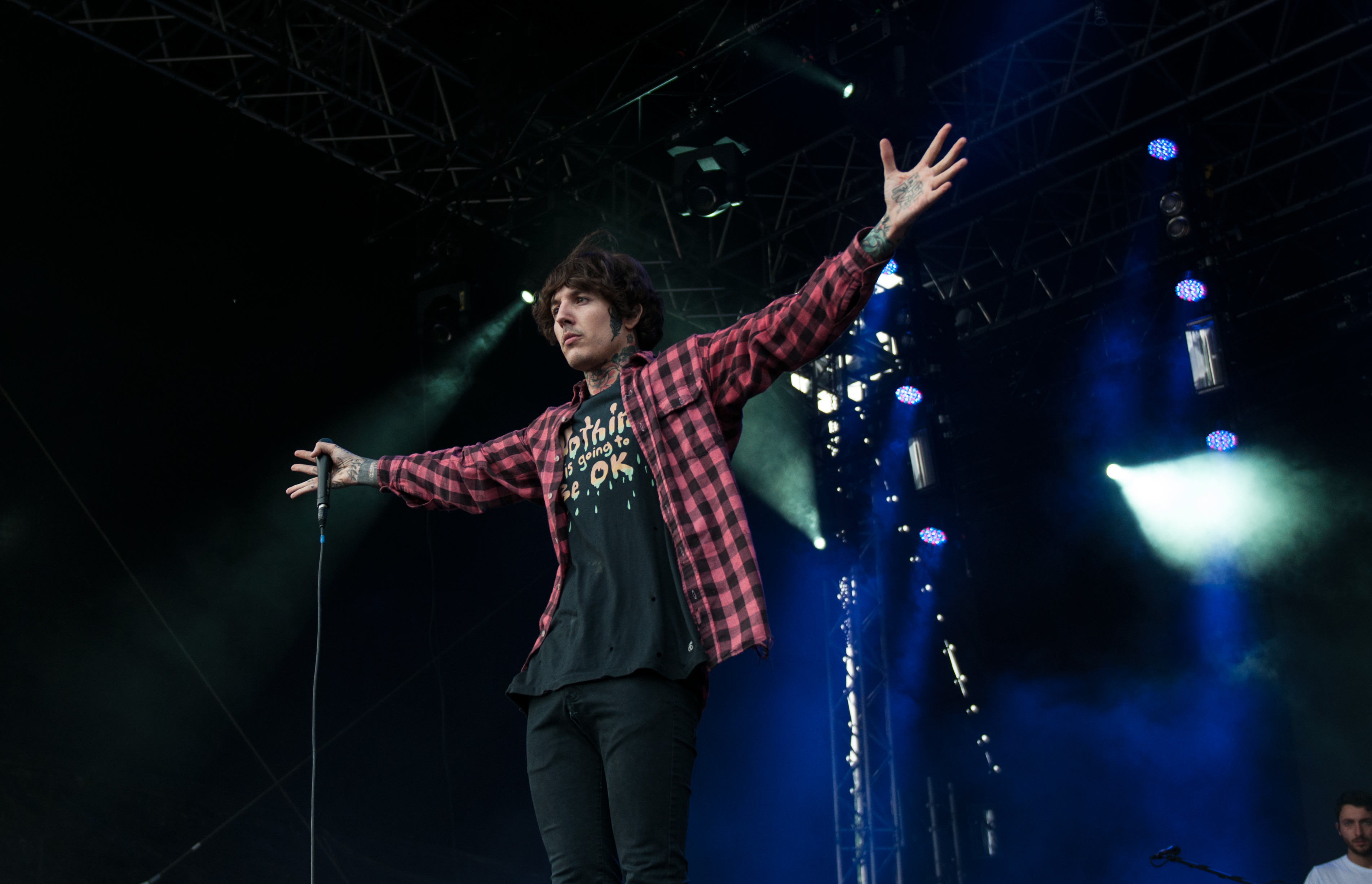
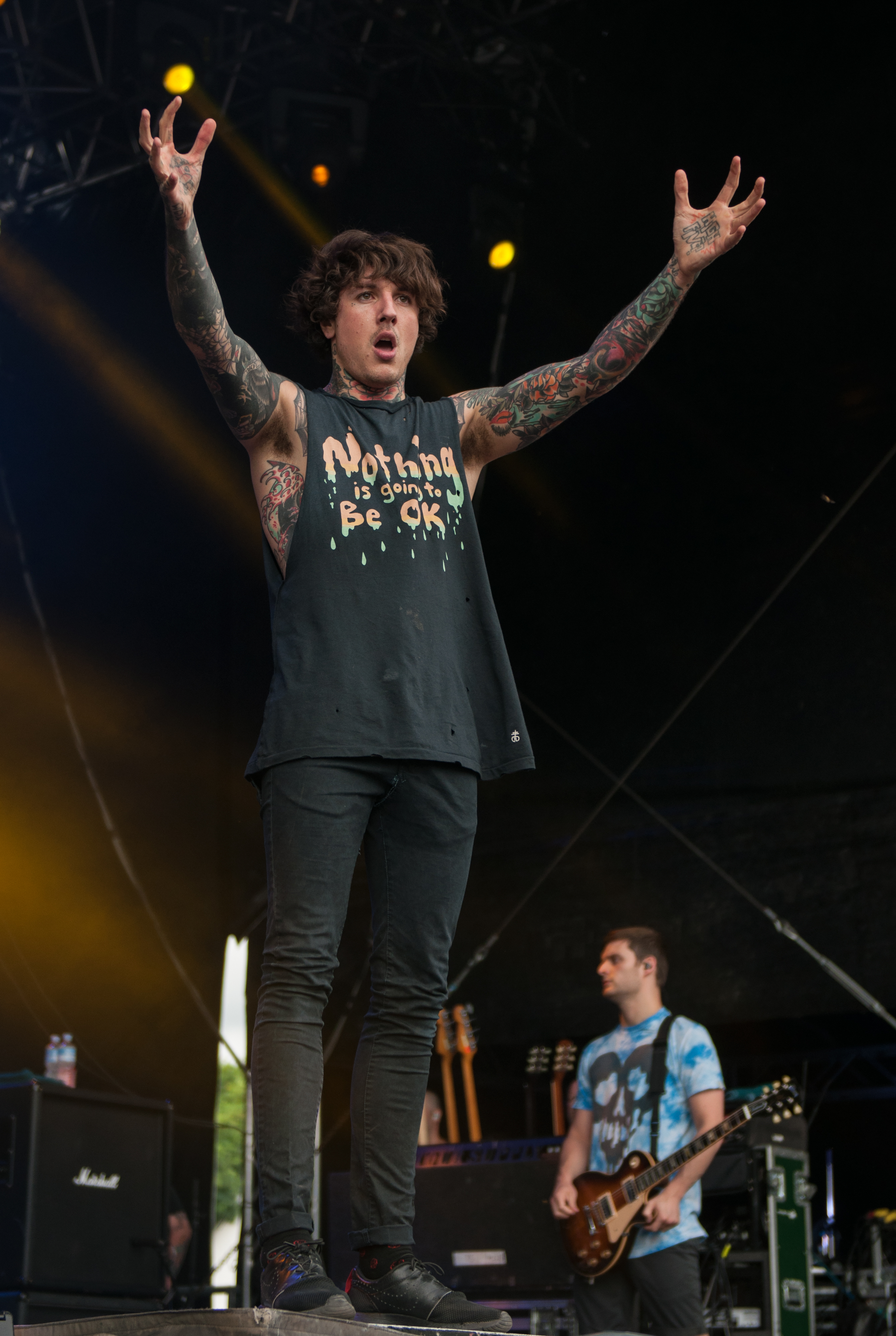
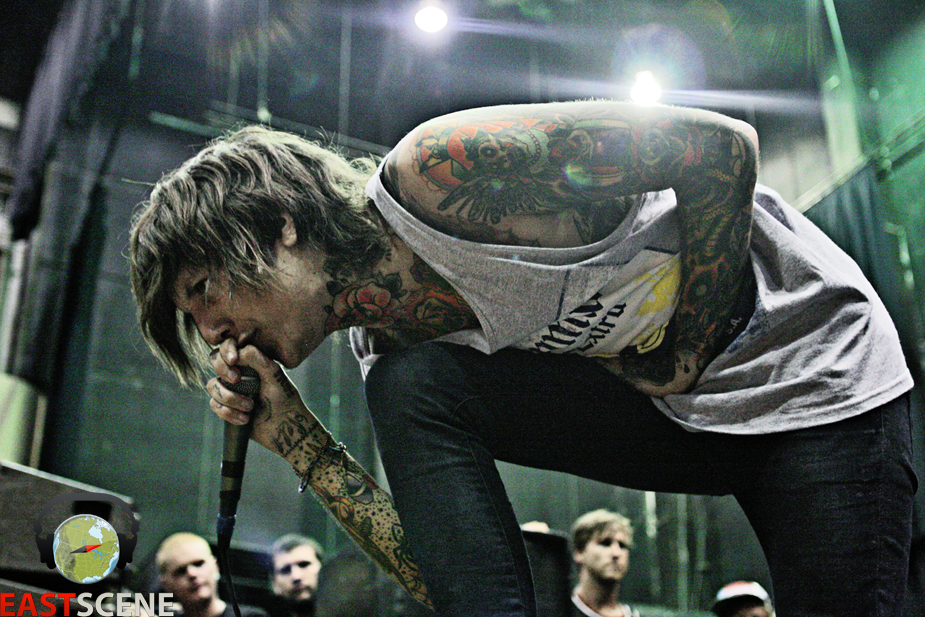

#### Cooperări
| An   | Piesa                               | Album               | Artist           |
| ---- | ----------------------------------- | ------------------- | ---------------- |
| 2009 | Dawn Of The New Age                 | Stories Are Told    | Admiral's Arms   |
| 2010 | If You Don't Know, Now You Know     | This One's For You  | Deez Nuts        |
| 2011 | Bite My Tongue                      | Sinners Never Sleep | You Me at Six    |
| 2012 | Even If You Win, You're Still A Rat | Daybreaker          | Architects       |
| 2017 | Silence Speaks                      | You Are We          | While She Sleeps |

#### Videoclipuri
| An   | Piesa            | Artist            | Director    | Type        | Link             |
| ---- | ---------------- | ----------------- | ----------- | ----------- | ---------------- |
| 2011 | "All I Want"     | A Day to Remember | Drew Russ   | Performance | Video on YouTube |
| 2011 | "Bite my tongue" | You Me at Six     | Timm Mattia | Perofrmance | Video on YouTube |